# Bloqueio da divisão anterossuperior do ramo esquerdo do feixe de His
Bloqueio da divisão ântero superior do ramo esquerdo do feixe de His é uma arritmia cardíaca na qual o impulso elétrico provindo do nódulo átrio ventricular não passa através da divisão ântero superior do ramo esquerdo do feixe de His, mas apenas através da divisão póstero inferior do mesmo ramo e do ramo direito do mesmo feixe.

## Critérios eletrocardiográficos
- Eixo de QRS igual ou além de -45 graus.
- Complexos padrão "rS" em D2, D3 e aVF com S3 > S2.
- Complexos QRS com duração < 120 ms.
- Complexos "qR" em D1 e aVL:
  - Tempo de início da deflexão intrinsecóide; (TIDI) > 45 ms ou
  - padrão "qRs" com “s” mínima em D1.
- "qR" em aVR com R empastado.
- Diminuição de “ r “ de V1 até V3.
- Presença de "s" de V4 a V6.